# Конституція Абхазії
Конституція Абхазії — основний закон невизнаної міжнародним співтовариством (за винятком кількох держав) республіки Абхазія.
Прийнята на сесії Верховної Ради Республіки Абхазія 12-го скликання 26 листопада 1994, схвалений всенародним голосуванням 3 жовтня 1999 зі зміною, прийнятим на всенародному голосуванні (референдумі) 3 жовтня 1999. Стаття 49 Конституції містить пряму вказівку на заняття посади Президента республіки особами абхазької національності: «Президентом Республіки Абхазія обирається особа абхазької національності».
День прийняття Конституції — 26 листопада — є святковим (неробочим) днем на території Абхазії.

## Структура Конституції
Складається з 7 розділів.
- Глава I. Основи конституційного ладу.
- Глава II. Права і свободи людини і громадянина.
- Глава III. Законодавча влада.
- Глава IV. Виконавча влада.
- Глава V. Судова влада.
- Глава VI. Місцеве самоврядування.
- Глава VII. Конституційні поправки та порядок перегляду конституції.